# Босвелл, Кэти
Кэтрин Ла Ора «Кэти» Босвелл (англ. Catherine La Ora "Cathy" Boswell; родилась 10 ноября 1962 года, Джолиет, Иллинойс, США) ― американская баскетболистка, игравшая в различных европейских чемпионатах. В составе национальной сборной США стала чемпионом летних Олимпийских игр 1984 года в Лос-Анджелесе.

## Карьера в сборной США
Босвелл была игроком команды, представлявшей США в 1980 году на соревнованиях Кубка Уильяма Джонса в Тайбэе, Тайвань. Сборная США завершила турнир со балансом встреч 7-2, впрочем такой же результат показали ещё две команды. Однако сборная США не выиграла тайбрейк, и в итоге её игроки были удостоены бронзовых медалей. Босвелл была также в составе команды, представлявшей США на том же чемпионате в 1982 году. Звёзднополосатые выиграли первые семь матчей, но потом уступили непобедимой сборной Канады, которая обыграла команду США со счётом 70:67, оставив американок с серебряными медалями.
В 1983 году Босвелл представляла сборную США на всемирных студенческих играх под руководством Джилл Хатчисон, которые проходили в Эдмонтоне, Канада. Хотя звёзднополосатые проиграли сборной Румынии на предварительном раунде, затем они смогли победить в каждой оставшейся игре, чтобы не выбыть из гонки за медали. Американкам в тяжелейшей борьбе удалось одержать победу над сборной Югославии со счётом 86:85, а также выиграть матч-реванш против румынок: сборная США проигрывала после первого тайма, однако смогла перехватить инициативу во второй половине, в итоге выиграв игру со счётом 83:61, а с ней и золотые медали. Результат Босвелл составил 4,7 очка в среднем за игру.
В 1984 году в составе сборной США вновь выступила на Кубке Уильяма Джонса в Тайбэе, Тайвань, в качестве предолимпийской практики. Американки легко переиграли каждую из восьми соперничавших команд, имея в среднем чуть менее 50 очков за игру. Результат Босвелл составил 7,0 очка в среднем за игру.
В том же году Босвелл выступила составе национальной сборной на летних Олимпийских играх в Лос-Анджелесе. Команда выиграла все шесть игр и её игроки были удостоены золотых медалей. Её показатель составил 4,0 очка в среднем за игру.